# دوره تودور
دوره تودور (انگلیسی: Tudor period) عنوان دوره‌ای است در تاریخ انگلستان و ولز که از سال ۱۴۸۵ تا سال ۱۶۰۳ امتداد می‌یابد. این دوره همچنین مشمول دورهٔ الیزابت که از سال ۱۶۰۳ آغاز گردید نیز می شود. دورهٔ تودور مصادف با تسلط خاندان تودور بر انگلستان بود که هنری هفتم با عنوان اولین پادشاه و موسس آن شناخته می‌گردد.